# Себастьян Баес
Себастьян Баес (ісп. Sebastián Báez; нар. 28 грудня 2000) — аргентинський тенісист.
Найвищу одиночну позицію світового рейтингу — 18 місце досяг 24 червня 2024, парну — 189 місце — 29 липня 2024 року.
Найвищим досягненням на турнірах Великого шолома було 3 коло в одиночному та парному розрядах (станом на лютий 2025).

## Фінали туру ATP

### Одиночний розряд: 11 (7–4)
| Легенда                      |
| ---------------------------- |
| Турніри Великого шлему (0–0) |
| Тур ATP Мастерс 1000 (0–0)   |
| Тур ATP 500 (2–0)            |
| Тур ATP 250 (5–3)            |

| Фінали за покриттям |
| ------------------- |
| Тверде (1–0)        |
| Ґрунт (6–3)         |
| Трава (0–0)         |

| Фінали за умовами |
| ----------------- |
| Під небом (7–3)   |
| В залі (0–0)      |

| Результат | В-П | Дата     | Турнір                           | Рівень  | Покриття    | Суперник            | Рахунок       |
| --------- | --- | -------- | -------------------------------- | ------- | ----------- | ------------------- | ------------- |
| Поразка   | 0–1 | Лют 2022 | Chile Open, Чилі                 | ATP 250 | Ґрунт       | Педро Мартінес      | 6–4, 4–6, 4–6 |
| Перемога  | 1–1 | Кві 2022 | Estoril Open, Португалія         | ATP 250 | Ґрунт       | Френсіс Тіафо       | 6–3, 6–2      |
| Поразка   | 1–2 | Лип 2022 | Swedish Open, Швеція             | ATP 250 | Ґрунт       | Франсіско Черундоло | 6–7(4–7), 2–6 |
| Перемога  | 2–2 | Лют 2023 | Córdoba Open, Аргентина          | ATP 250 | Ґрунт       | Федеріко Корія      | 6–1, 3–6, 6–3 |
| Перемога  | 3–2 | Сер 2023 | Austrian Open Kitzbühel, Австрія | ATP 250 | Ґрунт       | Домінік Тім         | 6–3, 6–1      |
| Перемога  | 4–2 | Сер 2023 | Winston-Salem Open, США          | ATP 250 | Тверде      | Їржі Легечка        | 6–4, 6–3      |
| Перемога  | 5–2 | Лют 2024 | Rio Open, Бразилія               | ATP 500 | Ґрунт       | Маріано Навоне      | 6–2, 6–1      |
| Перемога  | 6–2 | Бер 2024 | Chile Open, Чилі                 | ATP 250 | Ґрунт       | Алехандро Табіло    | 3–6, 6–0, 6–4 |
| Перемога  | 7–2 | Лют 2025 | Rio Open, Бразилія (2)           | ATP 500 | Ґрунт       | Александр Мюллер    | 6–2, 6–3      |
| Поразка   | 7–3 | Лют 2025 | Chile Open, Чилі                 | ATP 250 | Ґрунт       | Ласло Дьоре         | 4–6, 6–3, 5–7 |
| Поразка   | 7–4 | Бер 2025 | Țiriac Open                      | ATP 250 | Ґрунт (red) | Флавіо Коболлі      | 6–4, 6–4      |

## Фінали туру ATP Challenger

### Одиночний розряд: 9 (6–3)
| Результат | В-П | Дата     | Турнір                  | Рівень     | Покриття | Суперник                   | Рахунок                 |
| --------- | --- | -------- | ----------------------- | ---------- | -------- | -------------------------- | ----------------------- |
| Перемога  | 1–0 | Лют 2021 | Консепсьйон, Чилі       | Challenger | Ґрунт    | Франсіско Черундоло        | 6–3, 6–7(5–7), 7–6(7–5) |
| Перемога  | 2–0 | Бер 2021 | Сантьяго, Чилі          | Challenger | Ґрунт    | Marcelo Томас Барріос Вера | 6–3, 7–6(7–4)           |
| Перемога  | 3–0 | Тра 2021 | Загреб, Хорватія        | Challenger | Ґрунт    | Хуан Пабло Варільяс        | 3–6, 6–3, 6–1           |
| Поразка   | 3–1 | Чер 2021 | Братислава, Словаччина  | Challenger | Ґрунт    | Таллон Ґрікспор            | 6–7(6–8), 3–6           |
| Поразка   | 3–2 | Вер 2021 | Київ, Україна           | Challenger | Ґрунт    | Franco Agamenone           | 5–7, 2–6                |
| Поразка   | 3–3 | Жов 2021 | Santiago II, Чилі       | Challenger | Ґрунт    | Хуан Пабло Варільяс        | 4–6, 5–7                |
| Перемога  | 4–3 | Жов 2021 | Santiago III, Чилі      | Challenger | Ґрунт    | Феліпе Малігені Алвеш      | 3–6, 7–6(8–6), 6–1      |
| Перемога  | 5–3 | Жов 2021 | Буенос-Айрес, Аргентина | Challenger | Ґрунт    | Тьяго Монтейро             | 6–4, 6–0                |
| Перемога  | 6–3 | Лис 2021 | Кампінас, Бразилія      | Challenger | Ґрунт    | Тьяго Монтейро             | 6–1, 6–4                |

## Юніорські фінали турнірів Великого шолома

### Одиночний розряд: 1 (1 поразка)
| Результат | Рік  | Турнір                               | Покриття | Суперник        | Рахунок       |
| --------- | ---- | ------------------------------------ | -------- | --------------- | ------------- |
| Поразка   | 2018 | Відкритий чемпіонат Франції з тенісу | Ґрунт    | Tseng Chun-hsin | 6–7(5–7), 2–6 |